# Archivolva
Archivolva is een geslacht van weekdieren uit de klasse van de Gastropoda (slakken).

## Soorten
- Archivolva alexbrownii Lorenz, 2012
- Archivolva clava (Habe, 1991)
- Archivolva kahlbrocki Lorenz, 2009
- Archivolva lissenungensis (Lorenz, 2005)